# 데이비드 F. 카고

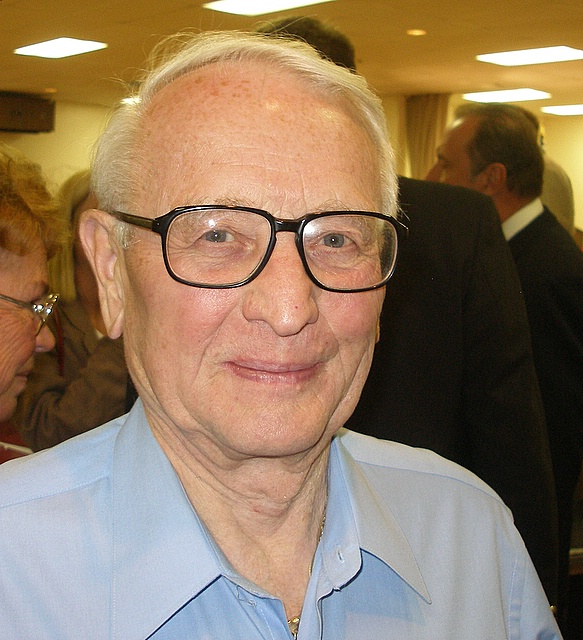
데이비드 F. 카고, 2006년

데이비드 프랜시스 카고(David Francis Cargo, 1929년 1월 13일 ~ 2013년 7월 5일)는 공화당에 소속된 미국의 정치가이다. 1967년부터 1971년까지 뉴멕시코주지사였다.
1929년 미시간주에서 출생했다. 2013년 7월 5일 사망하였다..

## 역대 선거 결과
| 선거명      | 직책명                        | 대수  | 정당   | 득표율 | 득표수    | 결과 | 당락                 |
| ----------- | ----------------------------- | ----- | ------ | ------ | --------- | ---- | -------------------- |
| 1962년 선거 | 하원의원 (뉴멕시코 제-선거구) | 26대  | 공화당 | 0%     | 표        | 1위  | 뉴멕시코 주의원 당선 |
| 1964년 선거 | 하원의원 (뉴멕시코 제-선거구) | 27대  | 공화당 | 0%     | 표        | 1위  | 뉴멕시코 주의원 당선 |
| 1966년 선거 | 뉴멕시코 주지사               | 22대  | 공화당 | 51.73% | 134,625표 | 1위  | 뉴멕시코 주지사 당선 |
| 1968년 선거 | 뉴멕시코 주지사               | 22대  | 공화당 | 50.21% | 160,140표 | 1위  | 뉴멕시코 주지사 당선 |
| 1986년 선거 | 하원의원 (뉴멕시코 제3선거구) | 100대 | 공화당 | 28.70% | 38,552표  | 2위  | 낙선                 |
| 1989년 선거 | 앨버커키 시장                 | 25대  | 무소속 | 17.44% | 13,552표  | 3위  | 낙선                 |
| 1993년 선거 | 앨버커키 시장                 | 26대  | 무소속 | 49.64% | 41,231표  | 2위  | 낙선                 |
| 1997년 선거 | 앨버커키 시장                 | 26대  | 무소속 | 22.60% | 17,036표  | 3위  | 낙선                 |